# 大西洋岸森林

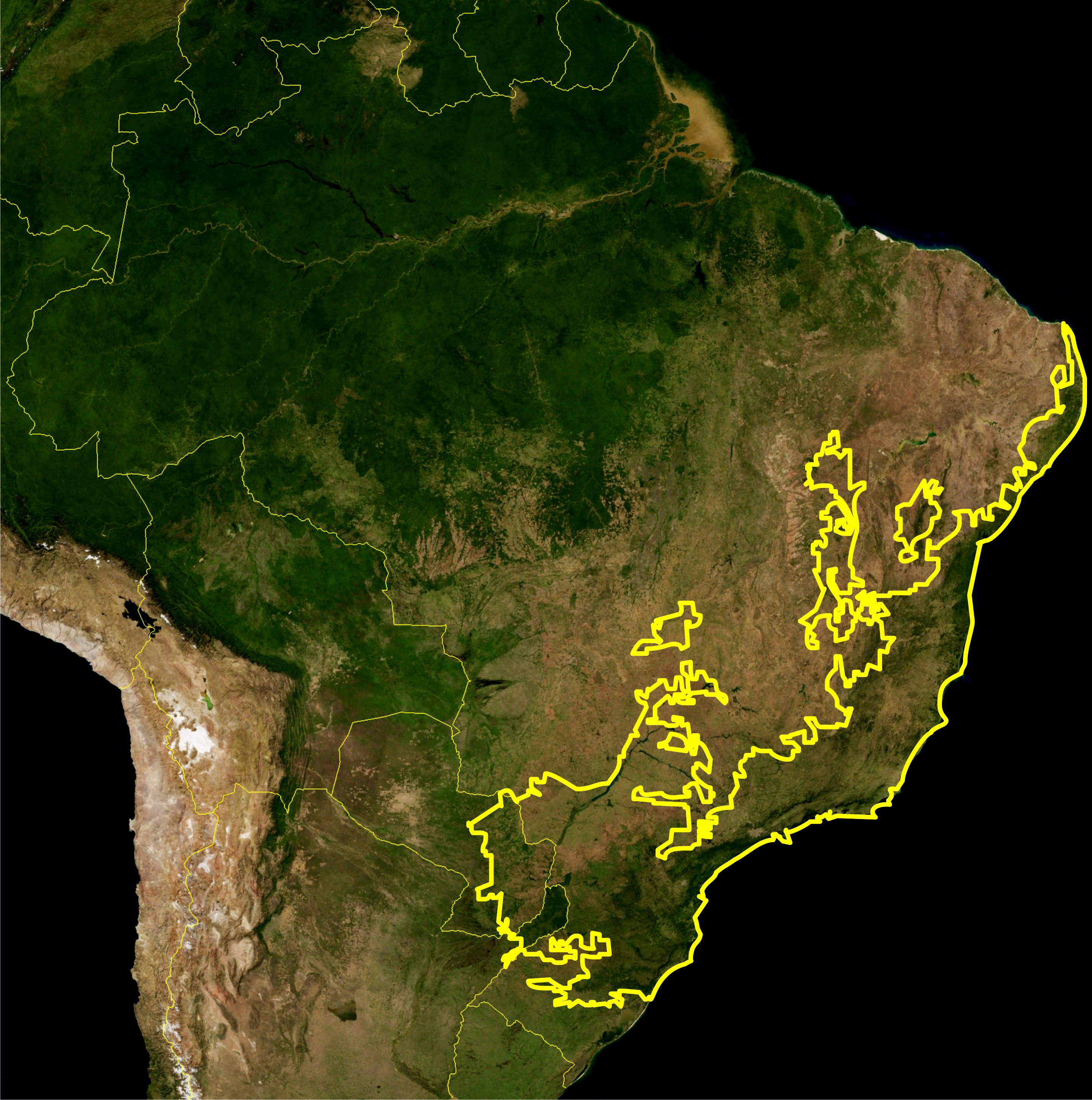
黄色の分布域に点在して残る

大西洋岸森林（たいせいようがんしんりん、ブラジルポルトガル語: Mata Atlântica マタ・アトランチカ）は、ブラジルの大西洋岸の北部から南部にかけて分布する森林の総称である。
アマゾンと並ぶ、ブラジルの17の州を跨ぐ世界有数の森林地帯である。大西洋岸森林の地理的分布をみると、北東部では海岸沿いの幅狭い地域に限られているが、ブラジルの南東部から南部にかけてはリオデジャネイロ、フロリアノーポリス、サンパウロなどの都市の郊外およびマンチケーラ山脈、ジェラウ山脈、マール山脈周辺に加え、内陸部まで分布しており、その一部はパラグアイ、アルゼンチンにまで広がっている。大西洋岸森林は、熱帯雨林、熱帯・亜熱帯乾燥広葉樹林、ブラジル南部に分布する針葉樹のパラナマツのナンヨウスギ林（Araucaria Forest）から構成される。なお、大西洋岸森林の範囲を、海岸沿いに分布する熱帯雨林のみに限定して使用する場合もあるが、一般にブラジルの環境保全団体や政府機関、マスメディアの論調では、湿潤林から季節林、パラナマツのナンヨウスギ林の全ての森林を含んだものを指すことが多い。その一方、ポルトガル語でセハードとよばれるサバナのほか、マングローブやレスチンガ（海浜植物）は、関連した生態系として位置づけられ、通常、大西洋岸森林の範疇には含まれない。なお、半乾燥気候が卓越するブラジル北東部の内陸には、周囲よりも標高が高いために雨量が多く島状に森林が生育するブレジョ（Brejo）と呼ばれる場所があるが、これらブレジョの森林も大西洋岸森林に含まれる。
マタ・アトランチカ（大西洋岸森林）は、もともと人間によって開発が始まる前、アマゾンの森林の約4分の1に相当する1億ヘクタール弱を覆っていたとされている。しかしながら1500年以降に始まるポルトガル人の植民地化を契機に森林は徐々に失われ始め、現在ではもとの7%弱しか残っていない。特に19世紀半ば以降、コーヒー栽培を目的に開拓が進むにつれて、森林は急速に失われていった。加えて、牧草地の造成、道路、ダム、都市建設、不動産開発などのあおりを受け、今日、森林が残っているのは、傾斜地や環境保全地域などに限られている。
面積的に見ればアマゾンの森林に劣るものの、生物多様性に富んでおり、とりわけ、遺伝資源の宝庫としての役割に注目が集まっている。そういった事情を背景に、大西洋岸森林は大西洋岸森林生物圏保護区としてユネスコの生物圏保護区に指定されており、自然遺産に登録された場所（コスタ・ド・デスコブリメントの大西洋岸森林保護区群、大西洋岸森林南東部の保護区群）も存在している。森林にはTabebuia cassinoides、ブラジリアン・ローズウッドなどの樹種が生え、ゴールデンライオンタマリン、ジャガー、キバナアホウドリ、フラマリオツコツコ、クロガオライオンタマリン、ズキンミズナギドリ、オウギワシ、アカハシホウカンチョウ、キタムリキ、マスクティティなどの絶滅危惧種およびハシナガアリサザイ、ヒムネオオハシが生息している。周辺の海域にはアオウミガメ、ラプラタカワイルカ、オサガメ、タイマイ、アカウミガメ、ザトウクジラ、ハタ類、アナサンゴモドキ科のサンゴなどが生息しており、南部沿海のリオ・グランデ・ド・スル州のタイム生態系保護拠点、パラナ州のグアラトゥバ、グアレケサバ生態系保護拠点、サン・パウロ州のカナネイア＝イグアペ＝ペルイベ景観保護地域、南東部内陸のミナス・ジェライス州のドセ川州立公園、ルンド・ワミング地区およびバイーア州の沖合にあるアブロリョス諸島にあるアブロリョス国立海洋公園など、多くの地点はラムサール条約登録地に指定されている。